# Драже (конфеты)
Драже́ (фр. dragée [dʀaˈʒe]) — мелкие конфеты округлой формы, покрытые глянцевой защитной оболочкой или с сахарной шлифованной поверхностью.

## История
Своё название конфеты в виде драже получили благодаря французскому слову dragée, которое обозначает одну из форм выпуска лекарственных препаратов. Лекарственные препараты в виде драже производятся при помощи послойного нанесения лекарственного средства на гранулу-основу, при помощи сахарной глазури или сиропа.
Сегодня слово драже ассоциируется с разноцветными мелкими конфетами округлой формы. Часто конфеты в виде драже имеют сахарную поверхность. В Вавилоне изготавливались первые конфеты в виде драже. Основой для древних драже служили зерна злаковых культур, из засахаренных зерен тмина, аниса или кориандра. На Руси изготавливали конфеты в виде драже из клюквы.

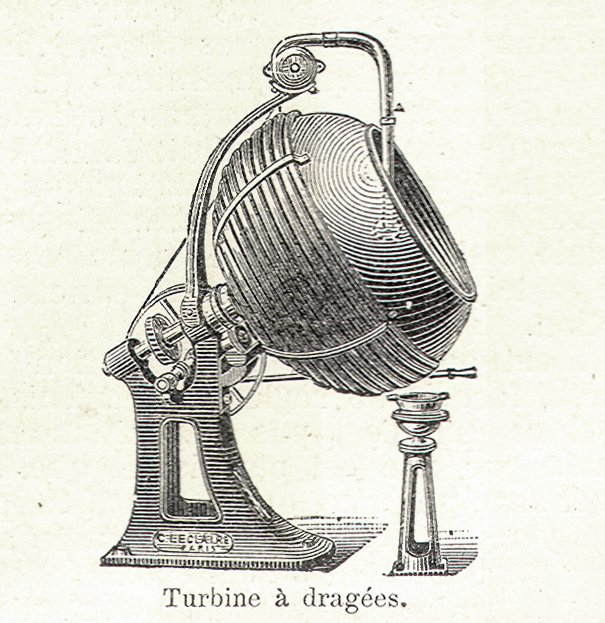
Вращающийся дражировочный котёл, использовавшийся для нанесения сахара на драже в промышленном производстве

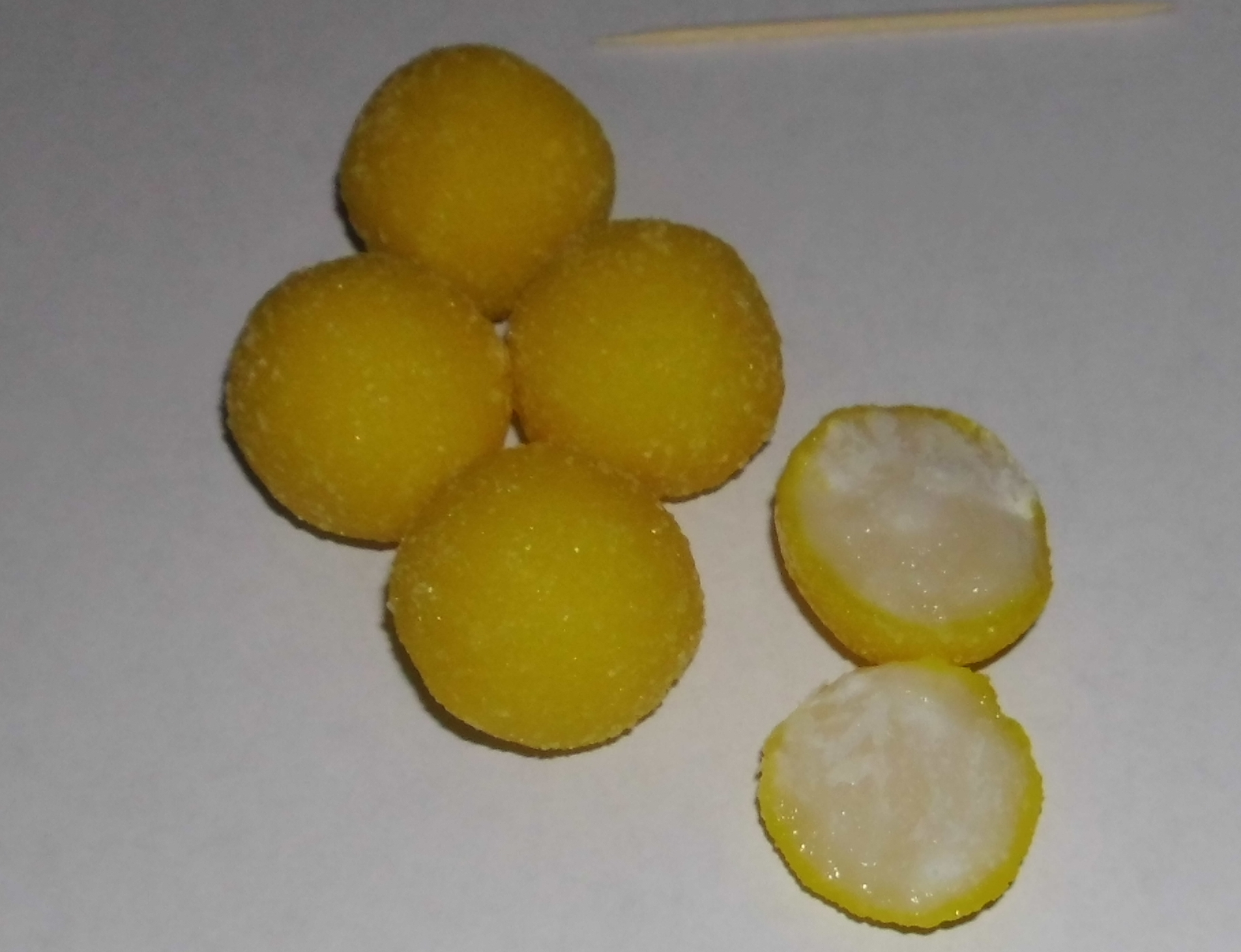
«Лимончики»
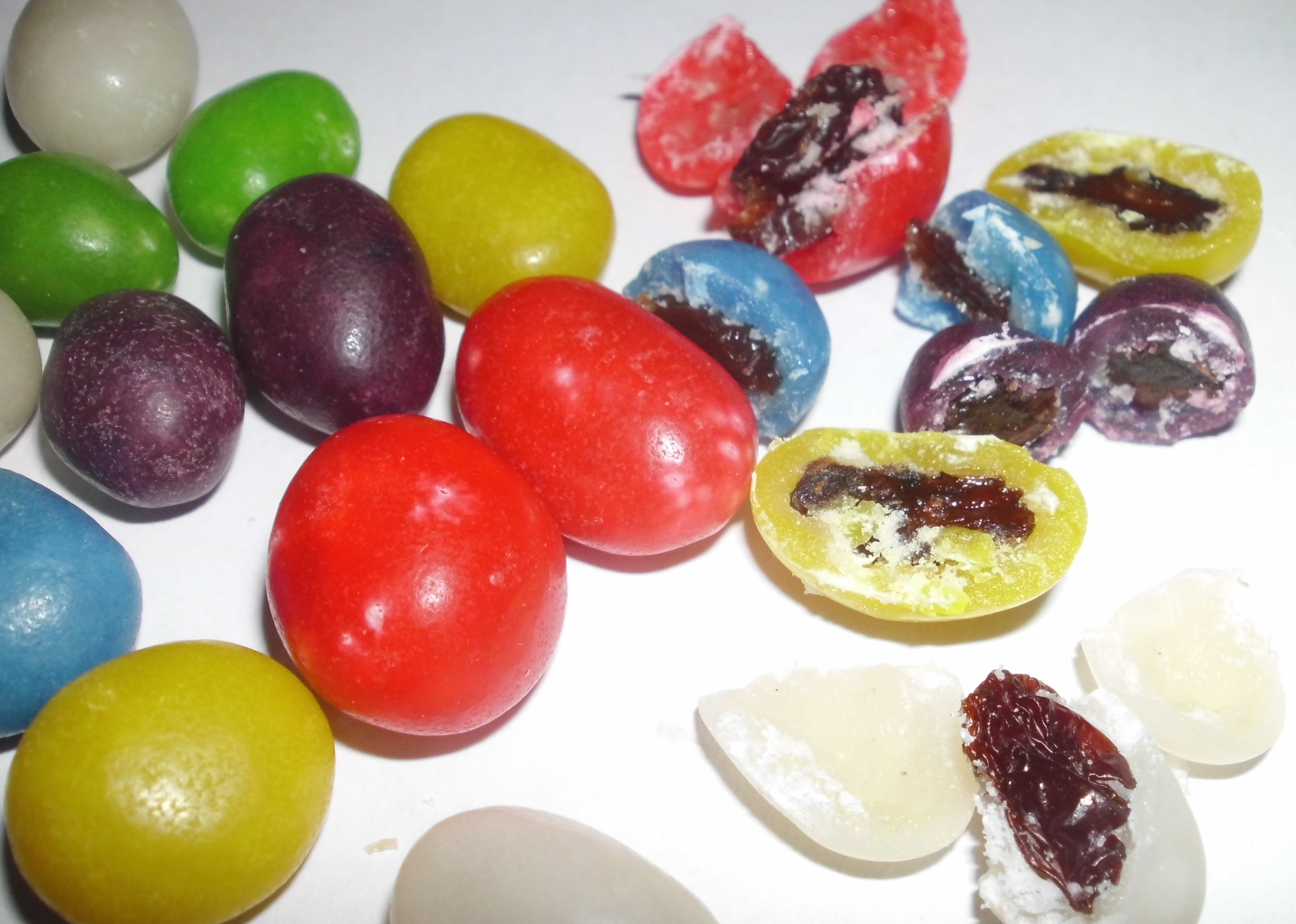
«Морские камушки»
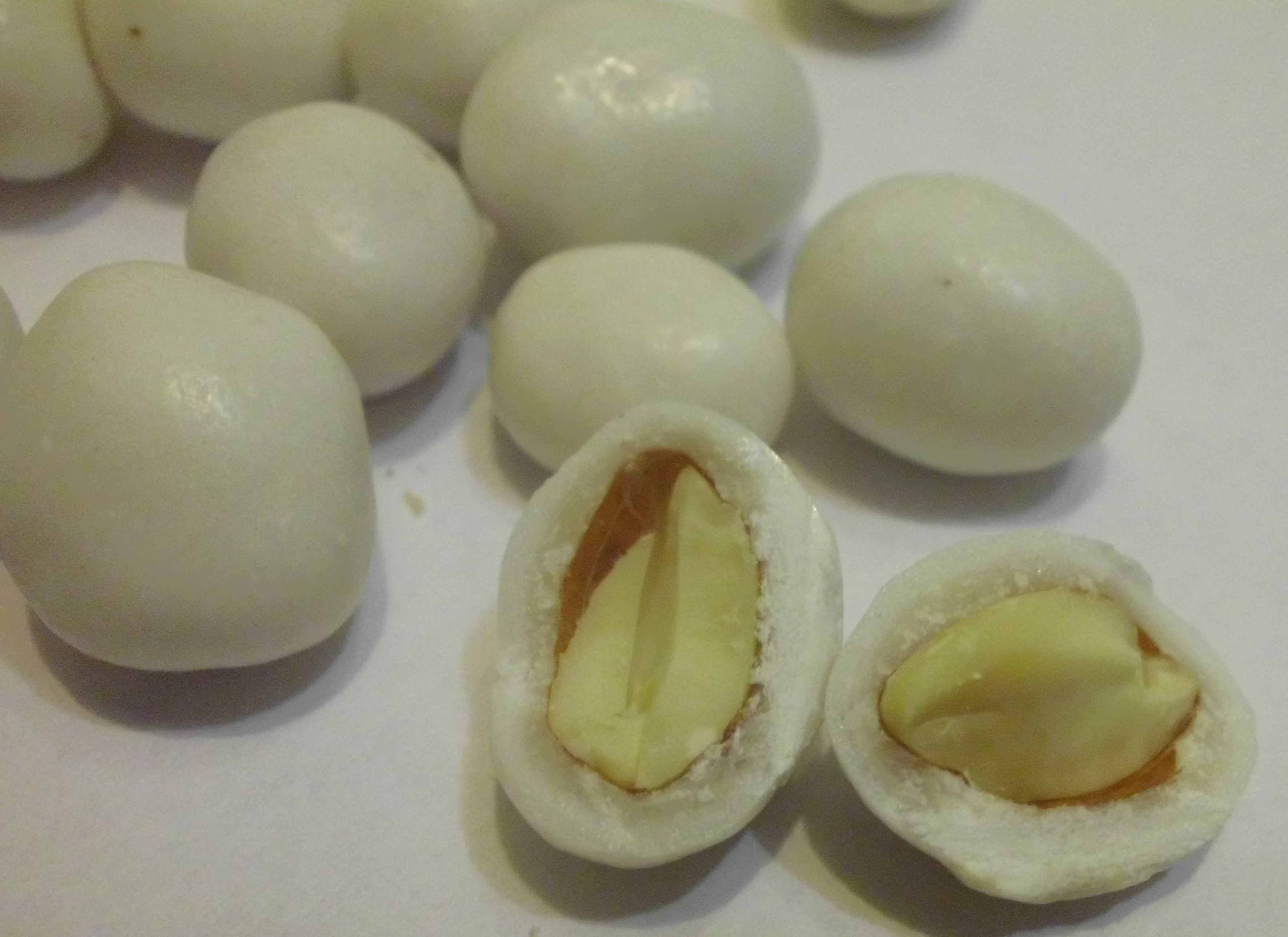
«Арахис в сахарной глазури»
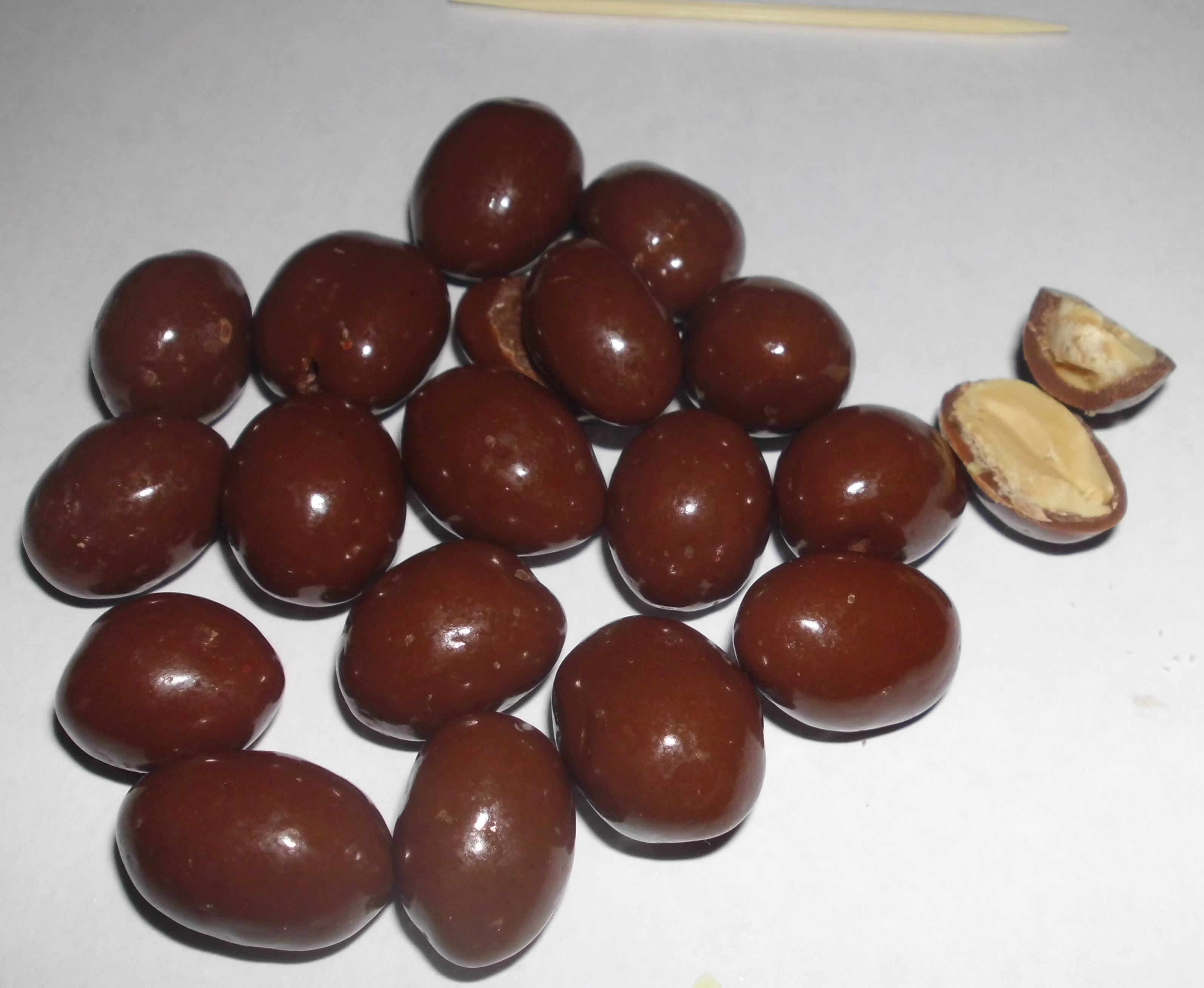
«Арахис в шоколаде»
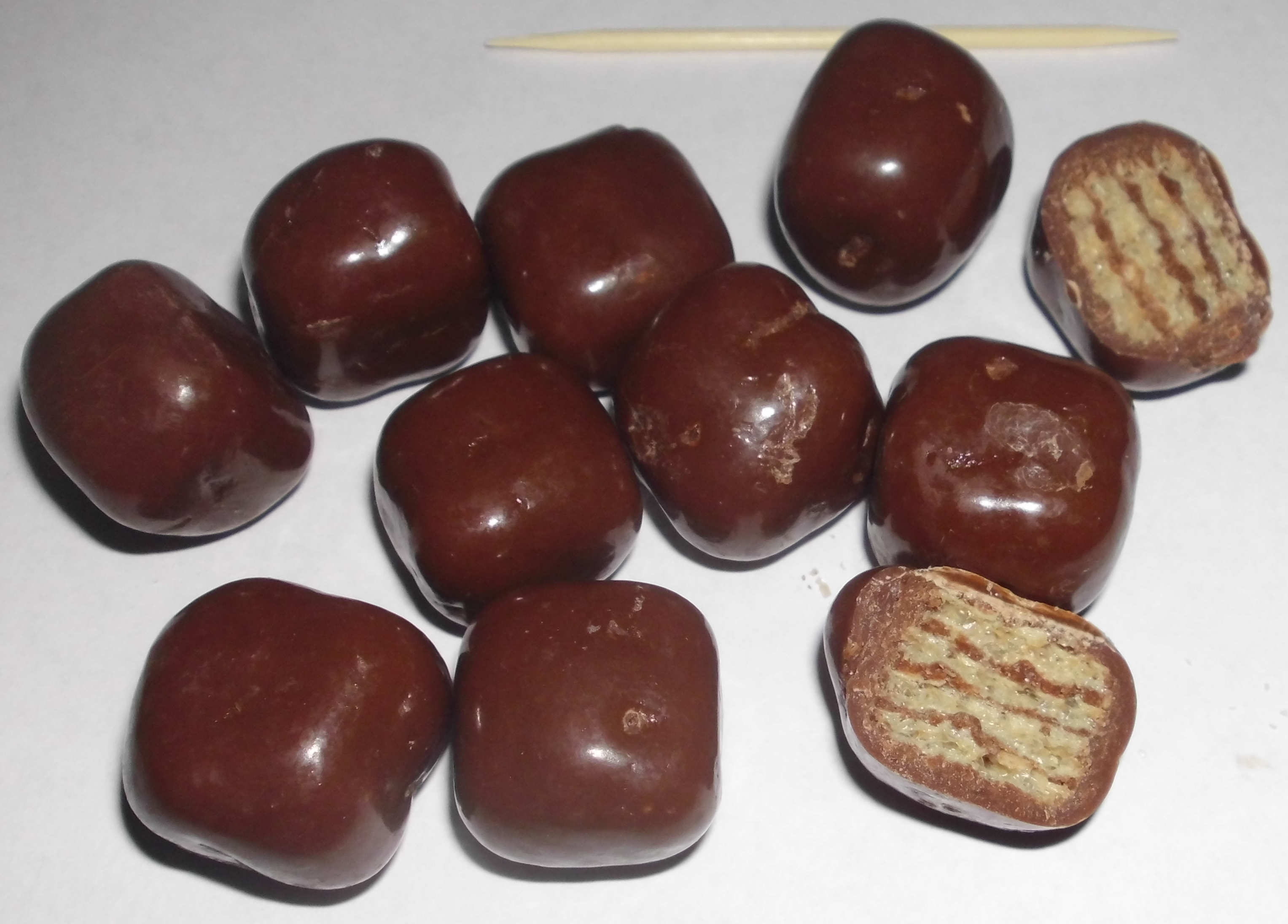
«Вафли в шоколаде»
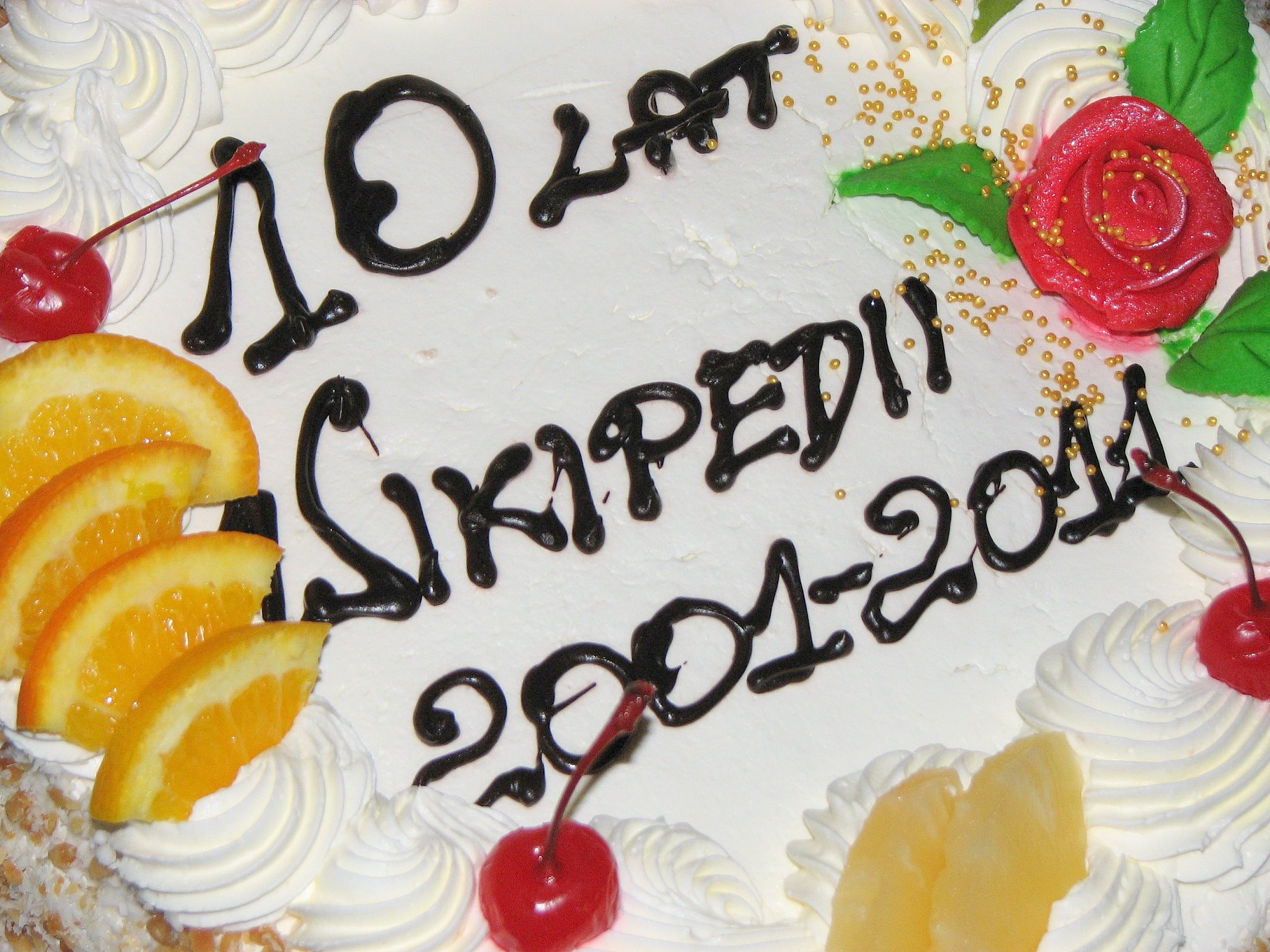
Торт, украшенный золотистыми (применена пищевая добавка (краситель) Е175 — золотая пудра, либо сусальное золото) драже (правый верхний угол)
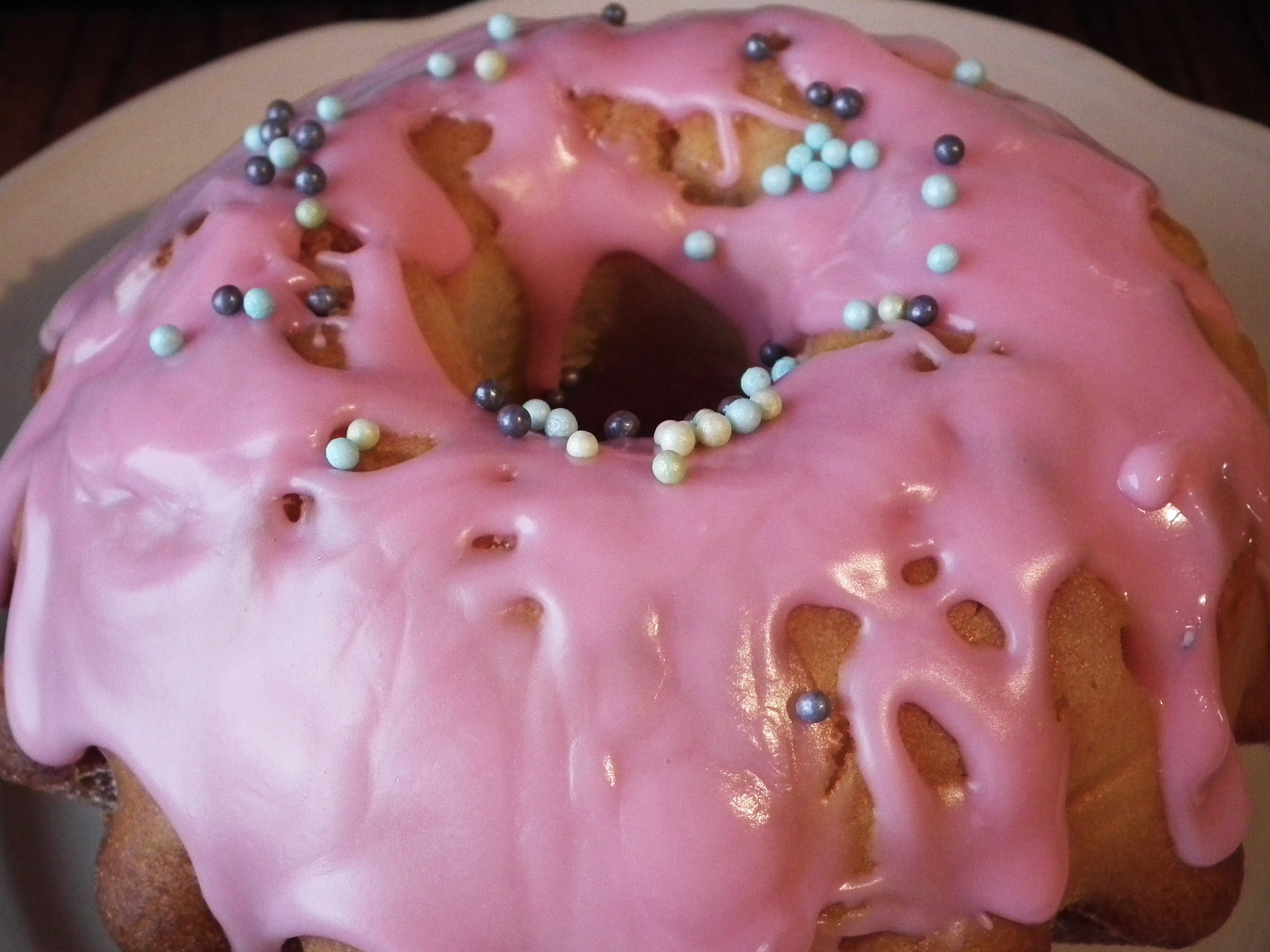
Кекс, украшенный разноцветными драже
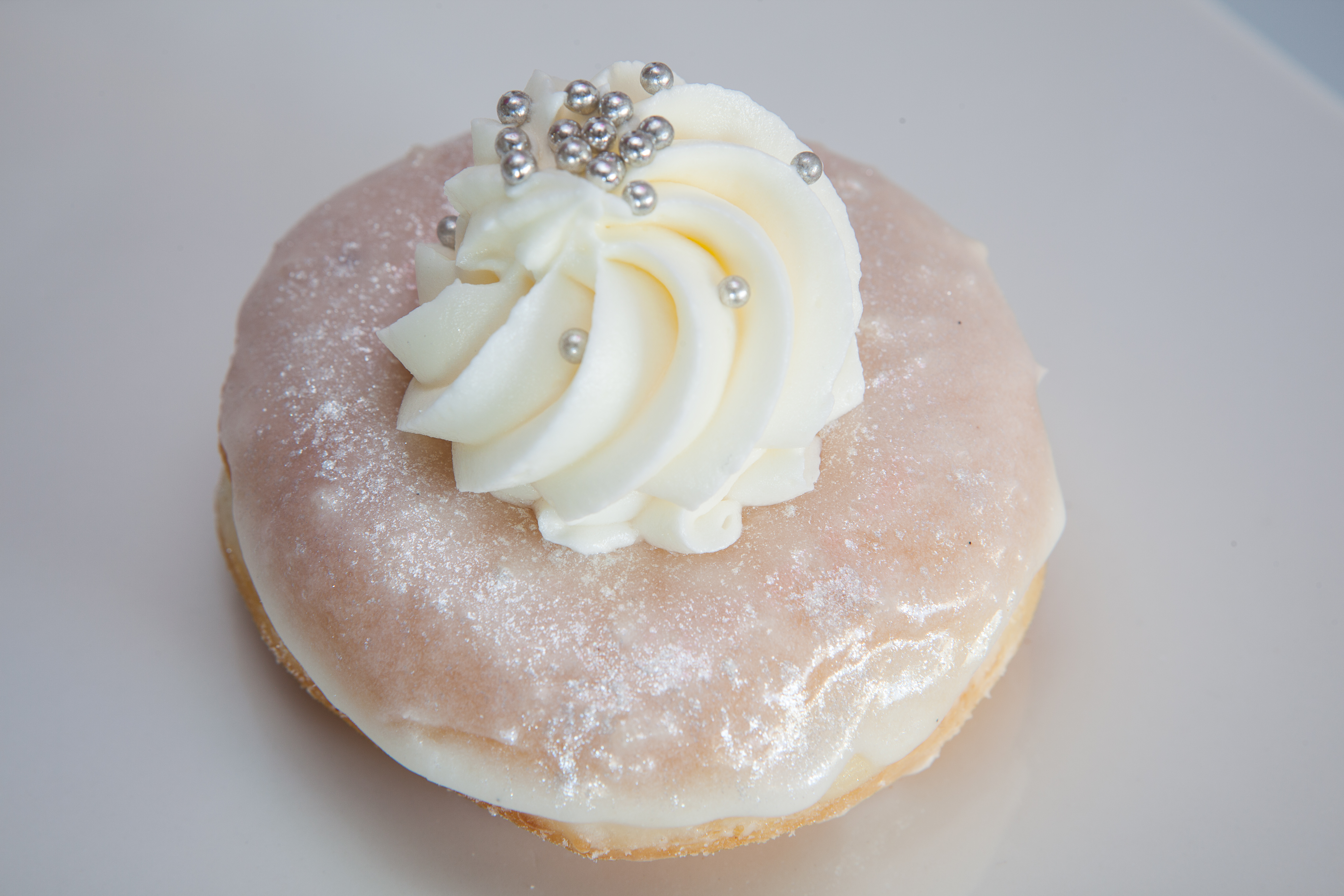
Пирожное, украшенное серебристыми драже (применена пищевая добавка (краситель) Е174 — алюминиевая пудра.